# روش شناسایی گیاهان
روش شناسایی گیاهان کتابی از علی زرگری است که در سال ۱۳۴۱ منتشر و برندهٔ جایزه کتاب سال سلطنتی شد. جلد یکم آن به معرفی نهانزادان آوندی، گیاهان تک‌لپه و بازدانه پرداخته‌است. جلد دوم آن «گیاهان بی‌گلبرگ و جداگلبرگ» و جلد سومش «گیاهان پیوسته گلبرگ» نام دارند. انتشارات امیرکبیر این کتاب را در سال ۱۳۴۲ به‌چاپ می‌رساند و این مجموعه سه جلدی در همان سال برگزیده کتاب سال سلطنتی می‌شود.

## مؤلف
این کتاب، اثری پژوهشی است که علی زرگری گیاه‌شناس و داروساز ایرانی و چهره ماندگار در زمینه گیاه‌شناسی، آن را به زبان فارسی تألیف کرده‌است. او توانسته در طی سال‌های فعالیتش چندین کتاب دانشگاهی در زمینه گیاه‌شناسی را تألیف کند که از مهم‌ترین کتاب‌های مرجع گیاه‌شناسی به‌شمار می‌روند. او ابتدا کتاب پنج جلدی «گیاهان دارویی ایران» را می‌نویسد که دوبار برنده جایزه کتاب سال می‌گردد. کتاب دیگر او که در سال ۱۳۴۲ برگزیده کتاب سال می‌شود؛ مجموعه سه جلدی «روش شناسایی گیاهان» است.